# سرخیو گونزالس (بازیکن فوتبال، زاده ۱۹۹۷)
سرخیو گونزالس (انگلیسی: Sergio González؛ زادهٔ ۱۴ مهٔ ۱۹۹۷) بازیکن فوتبال اهل اسپانیا است.
از باشگاه‌هایی که در آن بازی کرده‌است می‌توان به باشگاه فوتبال کادیس اشاره کرد.